# J.R. Cobb
James B. Cobb, Jr., beter bekend als J.R. Cobb, (Birmingham (Alabama), 5 februari 1944 - 4 mei 2019) was een Amerikaans gitarist en was voornamelijk bekend vanwege zijn werk met Classics IV en Atlanta Rhythm Section.

## Biografie
Cobb was gitarist en medecomponist binnen de band Classics IV (later The Candymen), die op een gegeven moment in de gelegenheid zijn een muziekalbum op te nemen met Roy Orbison. Aldaar leren Buddy Buie en de zijnen elkaar kennen en gaan in de Studio One in Doraville, Georgia werken als begeleidingsband voor artiesten die daar hun langspeelplaten opnemen. Cobb had toen al enige singlesuccessen op zijn naam staan. De studiomusici kunnen zo goed met elkaar opschieten dat ze besluiten onder leiding van Buie ook zelf muziek op te nemen: Atlanta Rhythm Section is geboren. Gedurende de jaren 1970-1979 stijgt (met name in de Verenigde Staten) hun faam naar grote hoogte, om daarna net zo hard naar beneden te vallen. Cobb is opgenomen in de Hall of Fame van zowel Alabama (1997) als Georgia (1993). Cobb woonde de laatste tijd in Monticello (Georgia) waar ook Trisha Yearwood woonde. Spooky belandde tweemaal in de Amerikaanse hitparade: zowel de uitvoering van Classics IV als ARS stond in de lijsten.
Na de grote stilte binnen ARS na het album Quinella is hij uit de band verdwenen.
In 1993 werd hij opgenomen in de Georgia Music Hall of Fame en in 1997 werd hij onderscheiden met de Arthur Alexander Songwriter’s Award die wordt georganiseerd door de Alabama Music Hall of Fame.

## Discografie

### Als songwriter
Cobb heeft meegeschreven aan de volgende hits (noteringen uit de Billboard Hot 100):
- I Take It Back - Sandy Posey - #12 - 1967
- Spooky - Classics IV - #3 - 1968
- Be Young, Be Foolish, Be Happy - The Tams - #26 - 1968
- Change Of Heart - Classics IV - #25 - 1969
- Midnight - Classics IV - #23 - 1969
- Everyday With You Girl - Classics IV - #19 - 1969
- Stormy - Classics IV - #5 - 1969
- Traces - Classics IV - #2 - 1969
- Where Did All The Good Times Go? - Classics IV -#14 - 1970
- Funniest Thing - Classics IV - #11 - 1970
- What Am I Crying For? - Classics IV - #39 - 1972
- Traces - The Lettermen - #3 - 1969
- Stormy - Santana - #32 - 1979
- Spooky - Atlanta Rhythm Section - #17 - 1979
- Do It Or Die - Atlanta Rhythm Section - #19 - 1979
- Be Young, Be Foolish, Be Happy - Sonia - #13 - 1992
- Rosanna - Atlanta Rhythm Section - #35 - 1993
- Rock Bottom - Wynonna Judd - #2 –1994

### Albums met ARS
- Atlanta Rhythm Section (1972)
- Back Up Against the Wall (1973)
- Third Annual Pipe Dream (1974)
- Dog Days (1975)
- Red Tape (1976)
- A Rock and Roll Alternative (1976)
- Champagne Jam (1978)
- Underdog (1979)
- Are You Ready! (1979)
- The Boys from Doraville (1980)
- Quinella (1981)
- Live at The Savoy, New York October 27, 1981 (2000)